# Pelargonium peltatum
Pelargonium peltatum là một loài thực vật có hoa trong họ Mỏ hạc. Loài này được (L.) L'Hér. mô tả khoa học đầu tiên năm 1789.
Đây là loài bản địa miền nam châu Phi, đặc biệt là Nam Phi. Nó thường được trồng như một cây cảnh. Đây là một loại cây bụi nhỏ hơn có thể cao tới 2 m (6 ft 7 in) và các nhánh của nó có thể thấp, lan rộng, bò hoặc leo.

## Hình ảnh

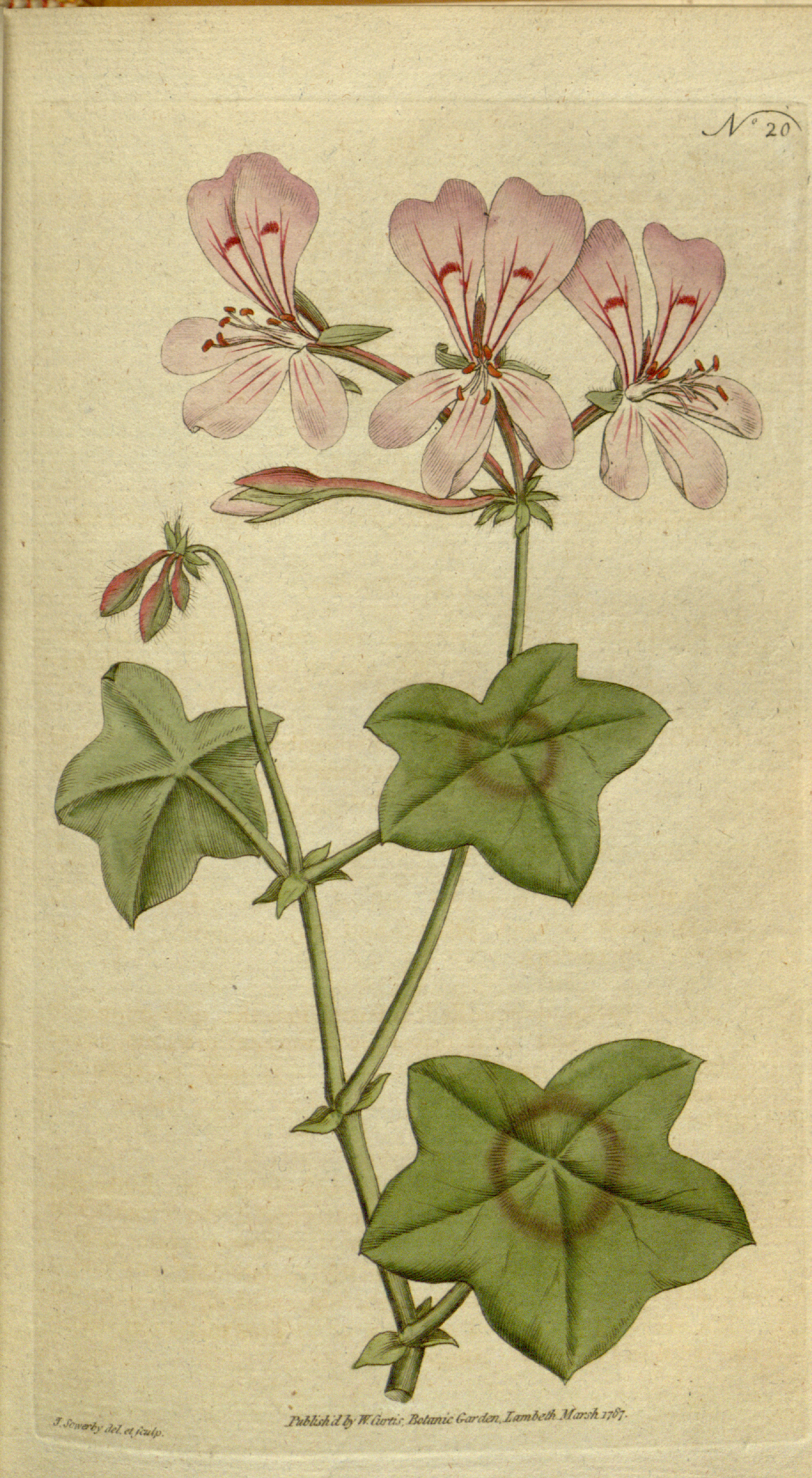
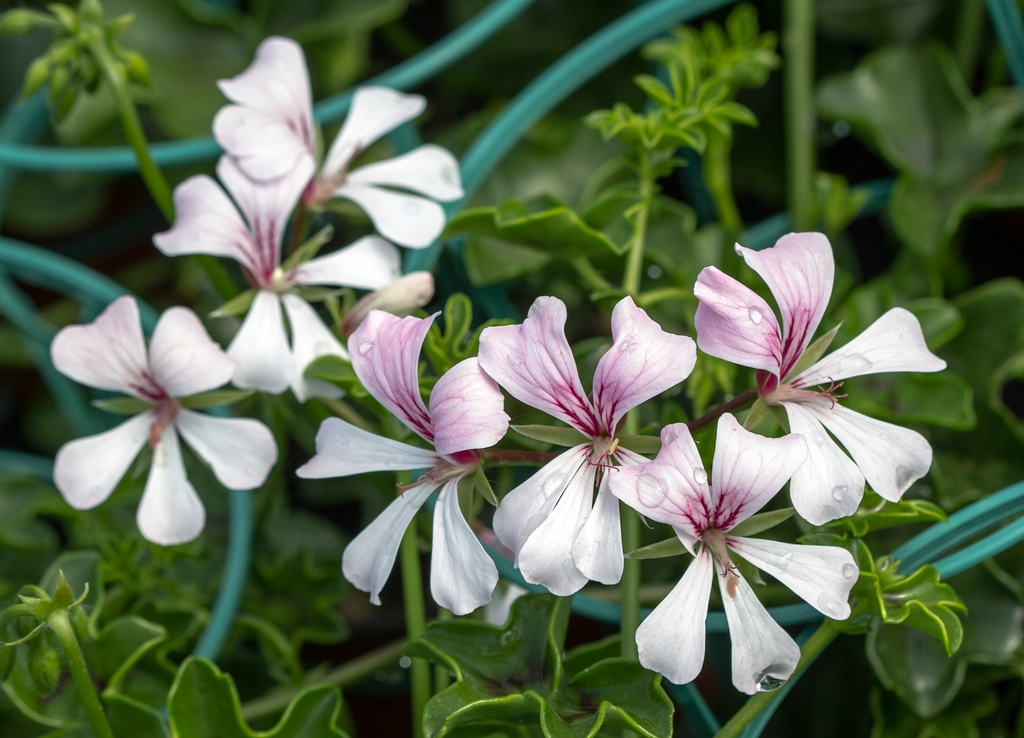
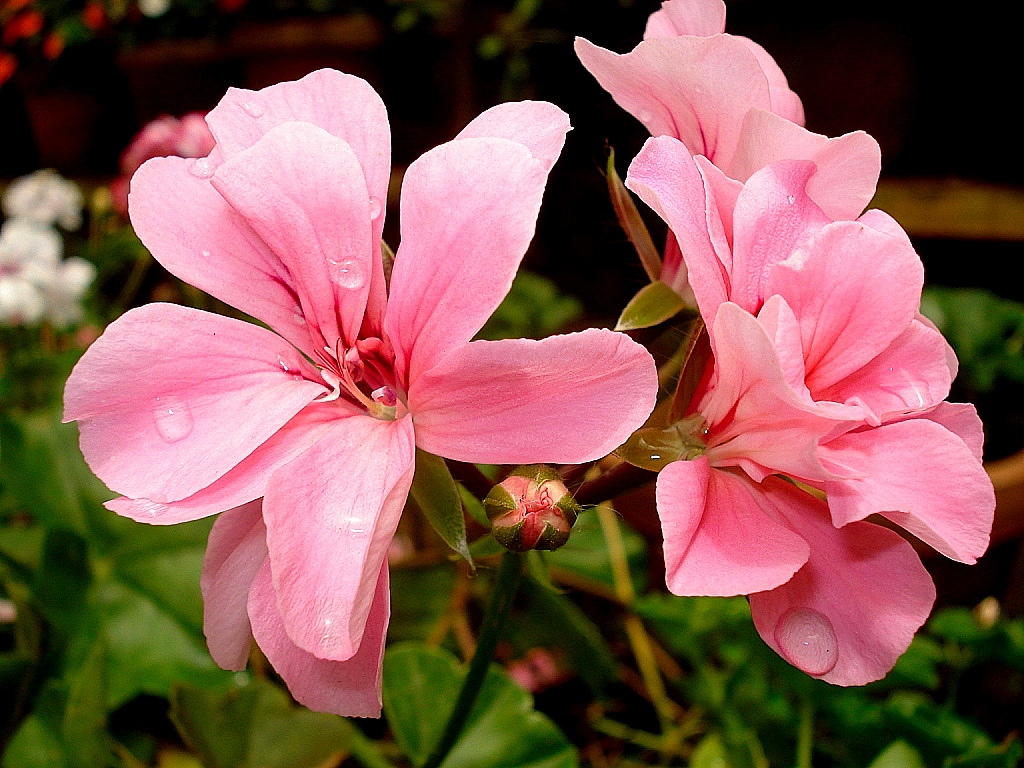
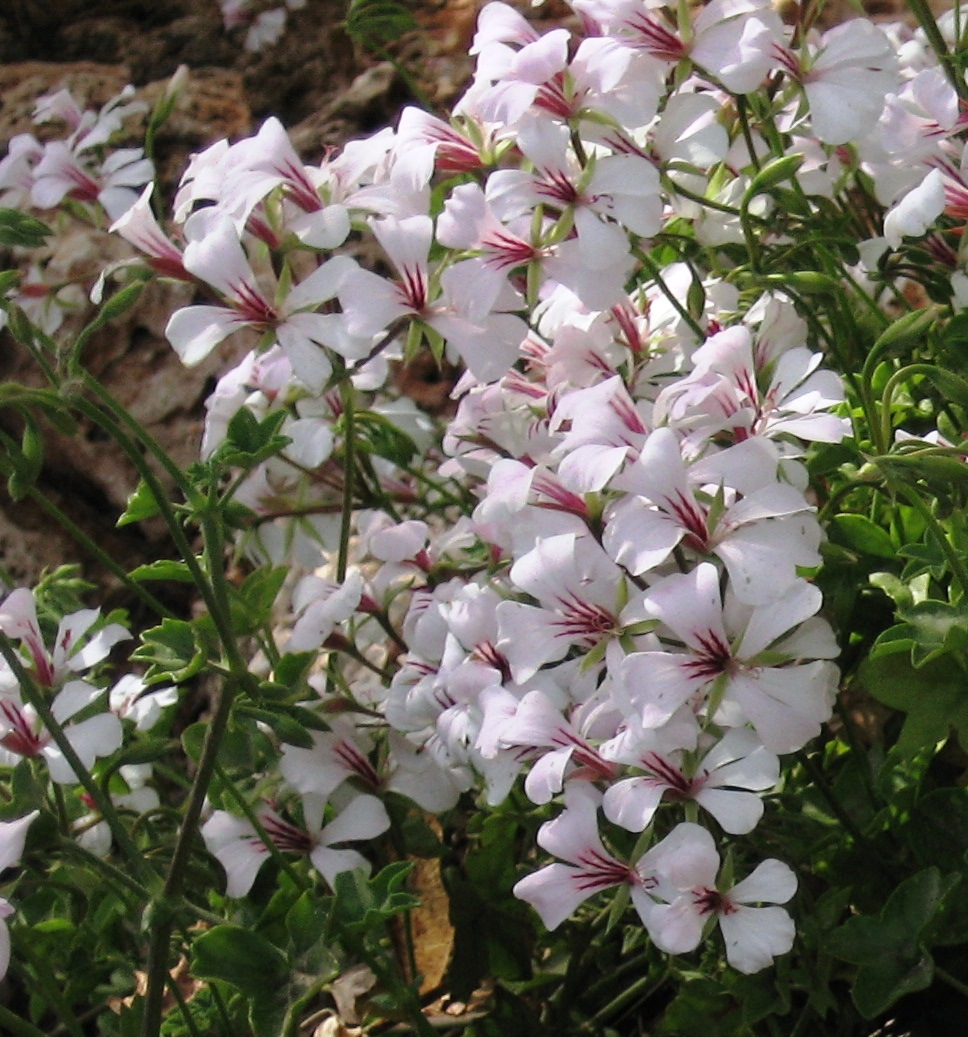
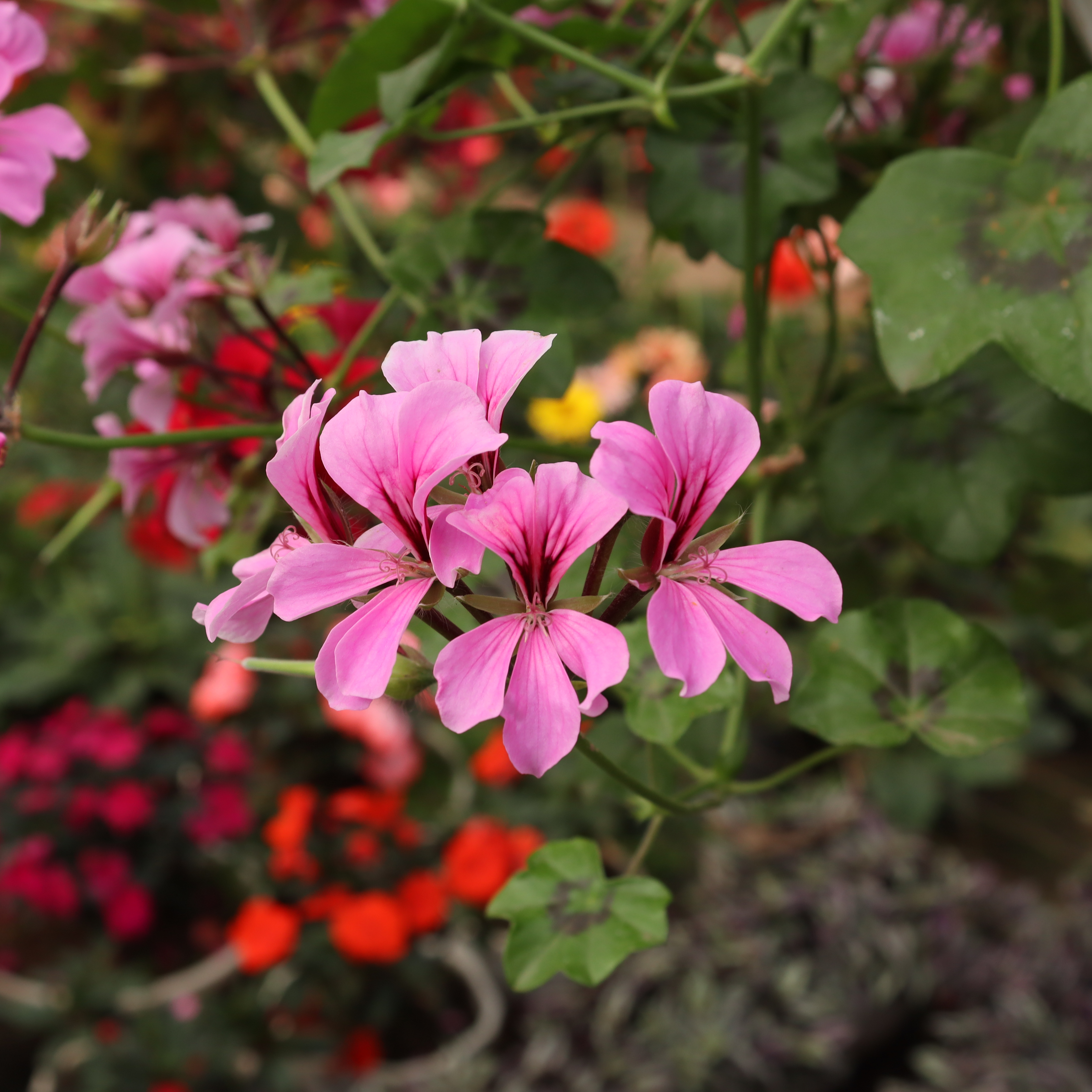
Hoa phong lữ thảo rủ